# (6892) Lana
Pour les articles homonymes, voir Lana (homonymie).
(6892) Lana est un astéroïde de la ceinture principale.

## Description
(6892) Lana est un astéroïde de la ceinture principale. Il fut découvert le 7 novembre 1978 à l'Observatoire Palomar par Eleanor Francis Helin et Schelte J. Bus. Il présente une orbite caractérisée par un demi-grand axe de 2,57 UA, une excentricité de 0,27 et une inclinaison de 4,3° par rapport à l'écliptique.
Il est nommé d'après Francesco Lana de Terzi.